# Parque la Favorita
El parque la Favorita es el parque principal por extensión de la ciudad de Valdagno. 
Proyectado por el arquitecto Francesco Bonfanti a finales de los años veinte por cuenta de Gaetano Marzotto, igual que el resto de la Ciudad Social, ha sido adquirido y recalificado por el Municipio de Valdagno en el año 2000.

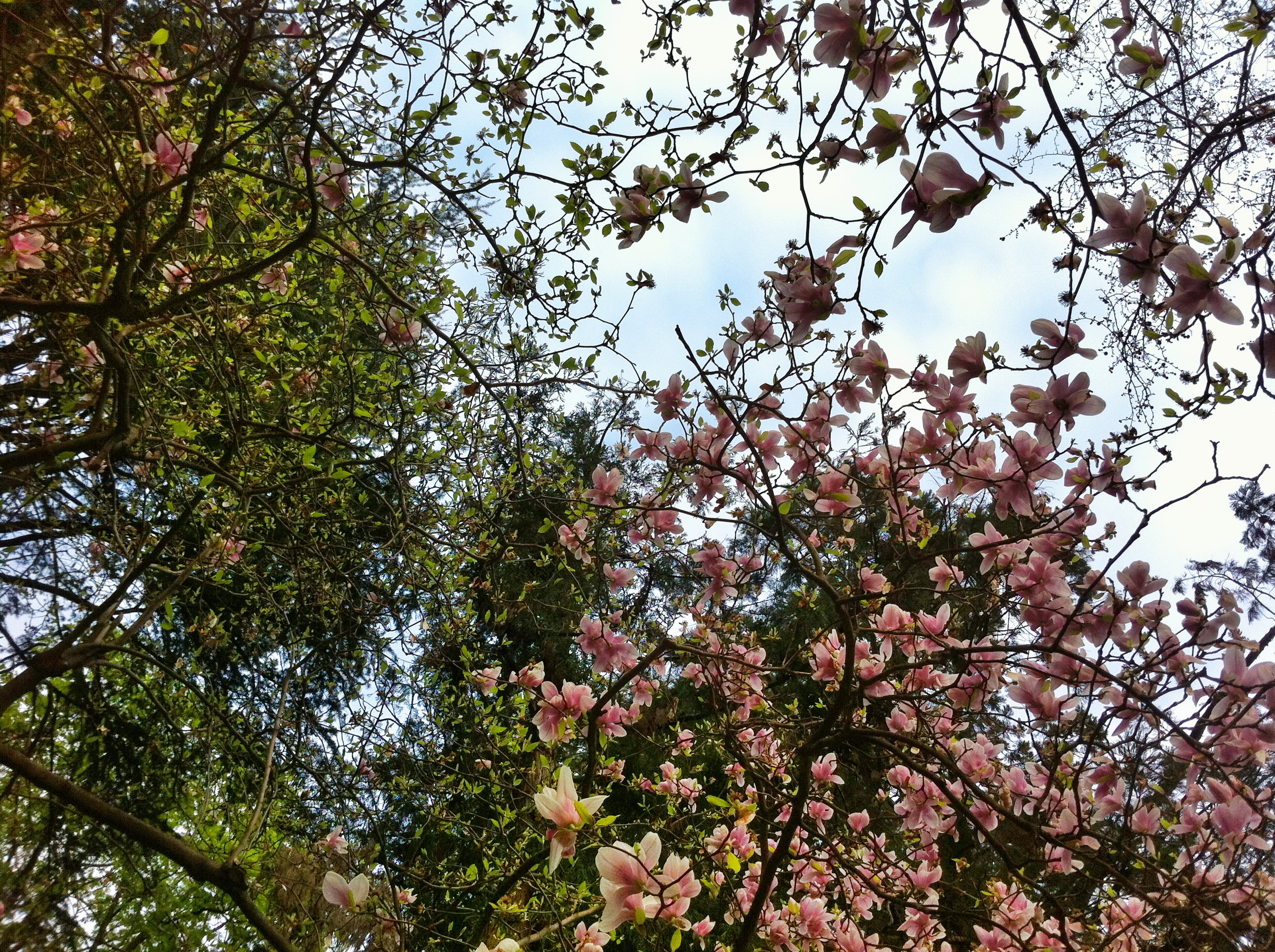
Biodiversidad al Parque la Favorita

En su interior, una vez cruzada la avenida arbolada a través de una de las entradas monumentales, se pueden distinguir la grande escalinata que conduce a la parte central más elevada del parque, las amplias terrazas con vista delimitadas por las balaustradas de piedra, los cimientos de la que debería haber sido una casa señorial y el parque romántico, caracterizado por la notable biodiversidad de la vegetación.
Al lado del parque, cerca de una fuente ornamental, están presentes algunos invernaderos, deseados por los comanditarios, que identificaban también una funcionalidad agrícola en el que hoy es solamente un parque. El proyecto preveía también la realización de una grande casa señorial, proyectada por Gio Ponti. Los trabajos para su realización fueron interrumpidos a causa de la Segunda Guerra Mundial y nunca más se reanudaron.
El parque permaneció privado durante muchos años. En el año 2000 se cedió a la Administración Municipal para iniciar una obra de recalificación (ambiental y arquitectónica) que duró hasta 2008, año en el que esta área se abrió de nuevo al público.
Hoy en día, en el Parque la Favorita se organizan diferentes manifestaciones culturales y musicales, así como actividades gimnásticas realizables en el nuevo recorrido que nace junto a la escalinata principal.

## Flora
El parque se caracteriza por una notable biodiversidad, buscada con fuerza por la familia Marzotto, suficiente para investigar también en el extranjero los ejemplares presentes hoy. Actualmente, los árboles en el interior del jardín disfrutan de buena salud, aunque no faltan algunas situaciones problemáticas como ejemplos de vigor y floridez. Especialmente, están presentes las siguientes especies, algunas representadas con diferentes ejemplares:
- Taxus baccata
- Cedrus atlántica (var. glabra)
- Fagus
- Cedrus deodara
- Paulownia
- Tilia
- Platanus occidentalis
- Quercus
- Cryptomeria
- Aesculus hippocastanum
- Sequoiadendron giganteum
- Acer platanoides
- Acer pseudoplatanus
- Pinus nigra
- Magnolia grandiflora
- Ginkgo biloba
- Carpinus betulus
- Quercus ilex

## Fauna
Debido al pequeño tamaño del parque, no es posible hablar de un verdadero patrimonio faunístico. Sin embargo es posible distinguir diferentes ejemplares de ardillas, así como de algunas aves zancudas como la garza, considerada la proximidad a las aguas del río.

## Otros proyectos
- Wikimedia Commons contiene immagini o altri file su parco la Favorita
- Portal:ecologia e ambiente. Contenido relacionado con Vicenza.

- Datos: Q1116675
- Multimedia: Parco la Favorita (Valdagno) / Q1116675